# Postřekov
Postřekov (en allemand : Possigkau) est une commune du district de Domažlice, dans la région de Plzeň, en Tchéquie. Sa population s'élevait à 1 094 habitants en 2022.

## Géographie
Postřekov se trouve à 10 km à l'ouest-nord-ouest de Domažlice, à 52 km à l'ouest-sud-ouest de Plzeň et à 136 km à l'ouest-sud-ouest de Prague.
La commune est limitée par Mnichov et Nový Kramolín au nord, par Pařezov et Ždánov à l'est, par Klenčí pod Čerchovem et Díly au sud, et par Nemanice à l'ouest.

## Histoire
La première mention écrite de la localité date de 1325.

## Galerie

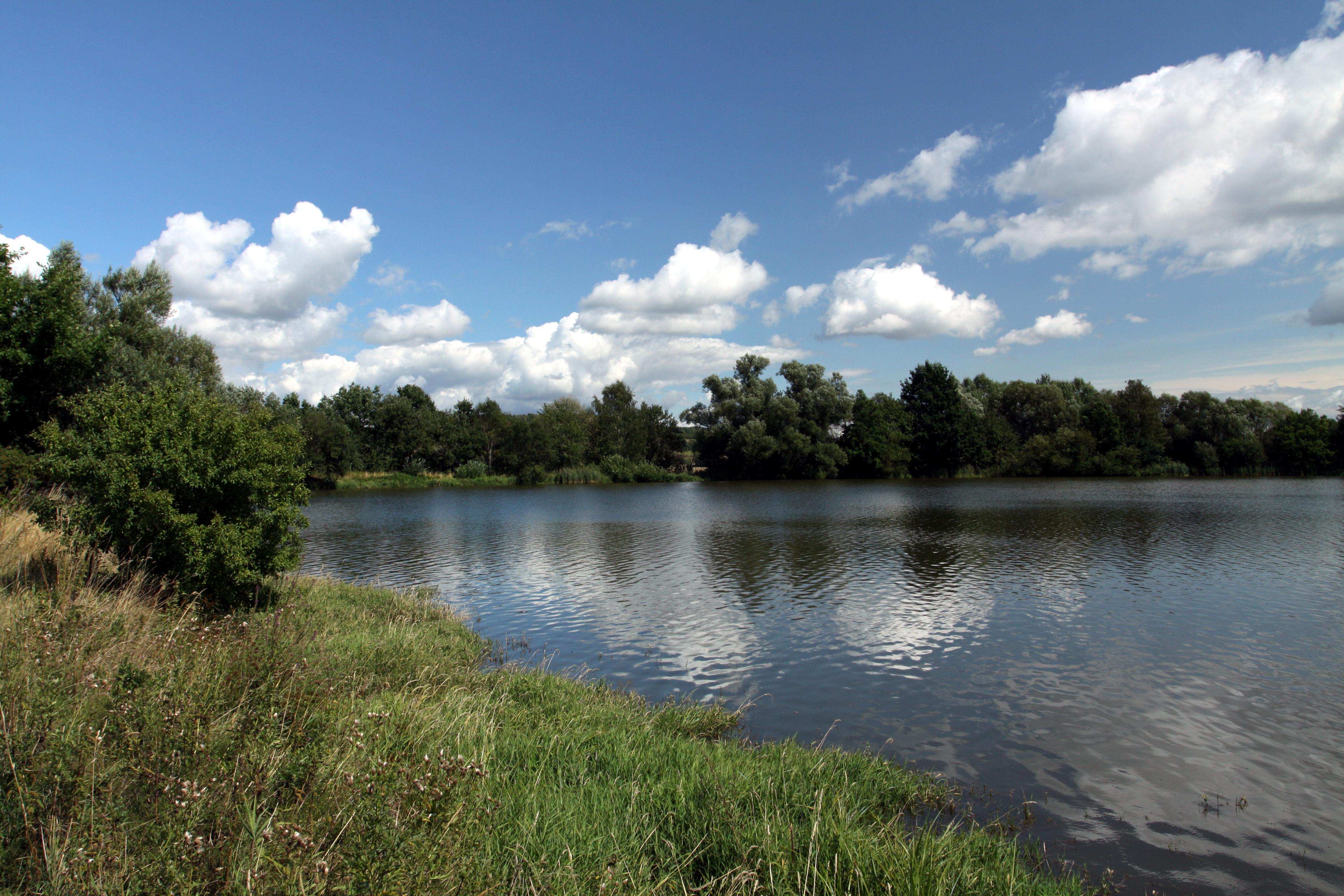
Réserve naturelle de Postřekov.
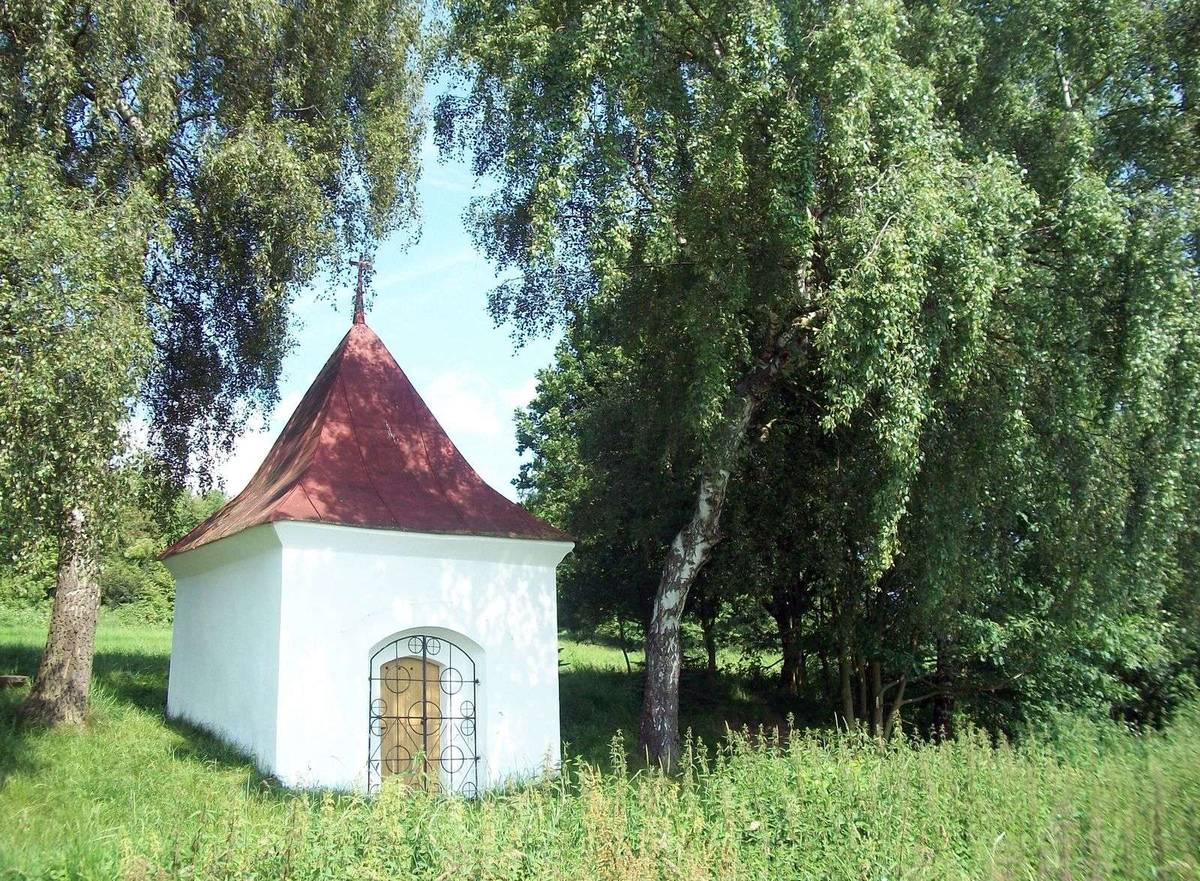
Chapelle à Postřekov.

## Transports
Par la route, Postřekov se trouve à 10 km de Domažlice, à 58 km de Plzeň et à 151 km de Prague. 